# 亚赫瑙
亚赫瑙是德国巴伐利亚州的一个市镇。总面积128.64平方公里，总人口886人，其中男性439人，女性447人（2011年12月31日），人口密度7人/平方公里。